# Casa Von Bock
Casa Von Bock (Von Bocki maja in estone) è un edificio di Tartu, Estonia. L'edificio è di proprietà dell'Università di Tartu e possiede un murale su una delle pareti.

## Storia
L'edificio è stato commissionato in seguito al grande incendio di Tartu (allora si chiamava Dorpat), che ha consumato le costruzioni in legno della città nel 1775. Chi ha ricostruito l'edificio è stato il costruttore tedesco nato come architetto Johann Heinrich Bartholomäus Walther che ha lavorato anche sul Municipio di Tartu, che era nelle vicinanze. La casa è stata costruita per Christina Wilcke ed è stata formalmente completata entro il 1780.
L'edificio ha preso il nome del Colonnello Magnus Johann von Bock che possedeva la proprietà dell'edificio. La famiglia Von Bock aveva il suo maniero principale nella Saaremaa. L'edificio è stato descritto di 147 piedi di lunghezza e di 45 piedi di larghezza. Si iniziò con una cantina a volta e un piano terra che è stato dedicato al servizio e che è anche in parte a volta. Il primo piano aveva una grande stanza con uno stravagante soffitto intonacato progettato per intrattenere. Nel 2007 l'Università di Tartu indì dei lavori di ristrutturazione, il Von Bock che possedeva l'edificio nel 2007 accettò il piano dei lavori, venne approvato e stabilito di costruire una biblioteca, delle aule e un luogo di dibattito pubblico. Alla fine della ristrutturazione l'edificio fu riportato al periodo del 1783-1786.

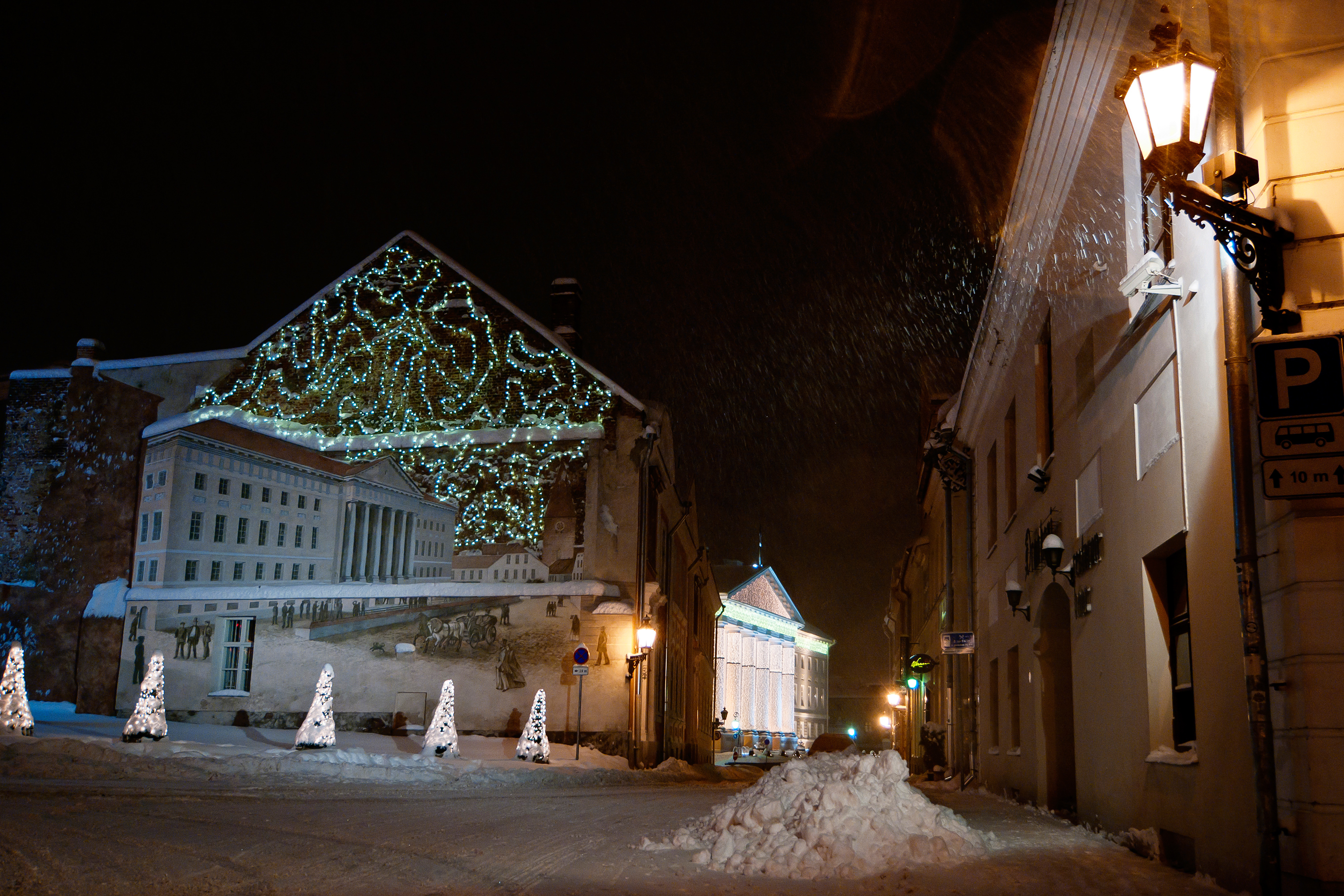
L'edificio con le speciali luci di Natale

Il nuovo progetto ha incaricato artisti e decoratori che hanno coraggiosamente ricoperto le scale e le zone circostanti di un quadrettato bianco e nero che è stato richiesto per abbinarlo allo stucco arabesco del soffitto del piano superiore. Una camera è stata tappezzata con un disegno floreale, ma il disegno originario comprendeva anche tre grandi affreschi con paesaggi. La sala aveva un soffitto bianco, mentre le pareti erano ricoperte di un altro disegno arabesco attorno alle cinque grandi finestre con due stufe in maiolica bianca per il riscaldamento.
MJ Von Bock morì nel 1807 e l'edificio fu acquistato dall'Università di Tartu nel 1839. La casa ha avuto una serie di usi diversi da allora tra l'uso come facoltà di medicina dell'università, una scuola di veterinaria e una biblioteca della Società estone degli Istruiti.
La Società estone degli Istruiti fu fondata nel 1839 con lo scopo di indagare e migliorare la cultura dell'Estonia. Prima attività della società fu quella di dare istruzione alla popolazione locale.

## Ristrutturazione

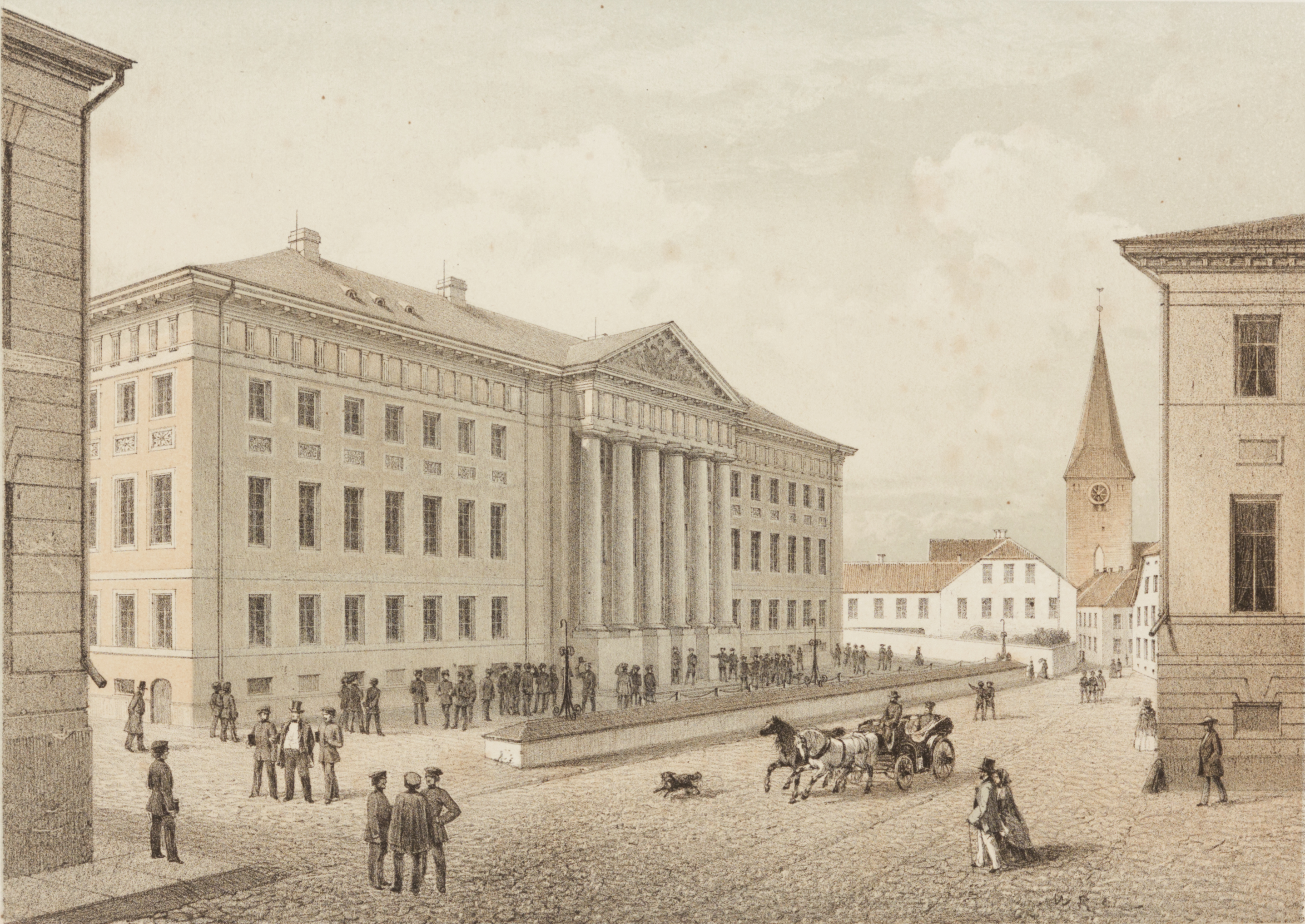
La litografia originale del 1860 di Louis Höflinger

Oggi l'edificio è ancora di proprietà dell'università e tra il 2006 e il 2007 l'edificio è stato ristrutturato sotto la direzione di Merje Müürisepp. Müürisepp riportò la facciata al colore giallo chiaro e il resto dell'edificio ad un forte colore rosa scuro. È stato costruito un vasto murale esterno su un lato della casa. Il murale è una riproduzione di una litografia di Louis Höflinger che aveva vissuto a Tartu attorno al 1860. Il museo estone d'arte ha una grande collezione delle sue opere. Il disegno è stato preparato da Maarja Roosi. Il murale mostra l'edificio principale dell'Università di Tartu esattamente come veniva registrato nel 1860 da Höflinger. È stato costruito dagli studenti sotto la supervisione di personale universitario.
Il murale è stato accompagnato nel 2007 da una mostra fotografica che mostrava le opere sulle finestre della casa. Le fotografie sono state organizzate da Alan Madisson e sono stati presenti notabili studiosi dell'università. La ristrutturazione della casa fu completata per un costo di tre milioni di corone nel settembre 2007. Quattro anni dopo la ristrutturazione l'intonaco del palazzo ha già sviluppato crepe che sembravano essere stati causate da alcuni mantenimenti d'intonaco preesistente.
Il soggetto del murale è l'edificio principale dell'università e più in basso la Ülikooli tänav (in italiano: via dell'Università); è possibile vedere allo stesso tempo sia il murale che l'edificio principale.